# Sembiin Gontschigsumlaa
Sembiin Gontschigsumlaa (mongolisch Сэмбийн Гончигсумлаа; * 18. Februar 1915 in Bajanchongor; † 25. Februar 1991 in Ulaanbaatar) war ein mongolischer Komponist und Dirigent.
Gontschigsumlaa studierte in Ulaanbaatar und Irkutsk und arbeitete in seiner Heimat als Dolmetscher, Lehrer und Veterinär. Er studierte von 1943 bis 1950 am Moskauer Konservatorium Komposition und Dirigieren bei Jewgeni Messner und war dann bis 1960 Dirigent des Staatlichen Musiktheaters in Ulaanbaatar. Er komponierte mehrere Opern und Ballette, Sinfonien, Klavierstücke und Massenlieder.